# Montorio nei Frentani
Montorio nei Frentani község (comune) Olaszország Molise régiójában, Campobasso megyében.

## Fekvése
A megye központi részén fekszik. Határai: Bonefro, Casacalenda, Larino, Montelongo, Rotello és Ururi.

## Története
Az ókorban a frentanusok által alapított Larinumhoz tartozott. A harmadik pun háború során az i. e. 3 században több csata is lezajlott területén a Hannibal vezette karthágóiak és a Fabius Maximus vezette római csapatok között. A 11. századtól a normannok fennhatósága alá került. A középkorban nemesi családok birtokolták, a Molisei Grófság része volt. A 19. században nyerte el önállóságát, amikor a Nápolyi Királyságban felszámolták a feudalizmust.

## Népessége
A népesség számának alakulása:

## Főbb látnivalói
- Palazzo Magliano
- Santa Maria Assunta-templom
- Santa Maria del Carmine-templom